# Macrocerides neivai
Macrocerides neivai är en tvåvingeart som beskrevs av Borgmeier 1928. Macrocerides neivai ingår i släktet Macrocerides och familjen puckelflugor. Inga underarter finns listade i Catalogue of Life.